# Panops auricoma
Panops auricoma är en tvåvingeart som först beskrevs av John Obadiah Westwood 1848.  Panops auricoma ingår i släktet Panops och familjen kulflugor. Inga underarter finns listade i Catalogue of Life.